# Poeciloneta
Poeciloneta is een geslacht van spinnen uit de familie hangmatspinnen (Linyphiidae).

## Soorten
De volgende soorten zijn bij het geslacht ingedeeld:
- Poeciloneta aggressa (Chamberlin & Ivie, 1943)
- Poeciloneta ancora Zhai & Zhu, 2008
- Poeciloneta bellona Chamberlin & Ivie, 1943
- Poeciloneta bihamata (Emerton, 1882)
- Poeciloneta calcaratus (Emerton, 1909)
- Poeciloneta canionis Chamberlin & Ivie, 1943
- Poeciloneta dokutchaevi Eskov & Marusik, 1994
- Poeciloneta fructuosa (Keyserling, 1886)
- Poeciloneta furcata (Emerton, 1913)
- Poeciloneta hengshanensis (Chen & Yin, 2000)
- Poeciloneta lyrica (Zorsch, 1937)
- Poeciloneta pallida Kulczyński, 1908
- Poeciloneta petrophila Tanasevitch, 1989
- Poeciloneta tanasevitchi Marusik, 1991
- Poeciloneta theridiformis (Emerton, 1911)
- Poeciloneta vakkhanka Tanasevitch, 1989
- Poeciloneta variegata (Blackwall, 1841)
- Poeciloneta xizangensis Zhai & Zhu, 2008